# モニモス

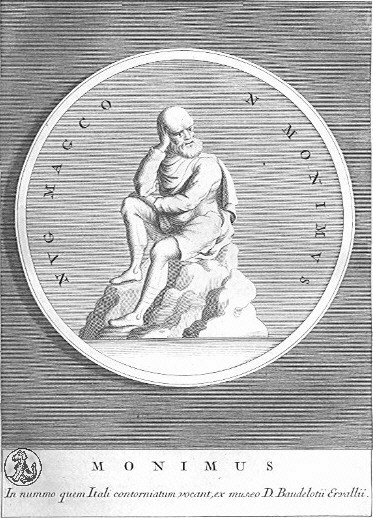
シラクサのモニモス

モニモス（古希: Μόνιμος, 英: Monimus）は 哲学的懐疑主義を支持した紀元前4世紀のキュニコス派哲学者であり、真理の基準の存在を否定した。シラクサのモニモスとも言う。

## 伝記
ディオゲネス・ラエルティオスの『ギリシア哲学者列伝』によると、モニモスはコリントスの両替商の奴隷であった。その両替商は、ディオゲネスの主人であったクセニアデスからディオゲネスについての話を聞き及んでいたため、モニモスはディオゲネスの弟子になろうとして、主人に捨てられるまで狂ったふりをしてお金を投げては撒き散らしていた。モニモスはテーバイのクラテスとも親しくなった。
モニモスは「すべてはむなしい（τῦφος, typhos：直訳は「霧」や「煙」）」と言ったことで有名であった。セクストス・エンペイリコスによると、モニモスはアナクサルコスのようだったとのことである。というのも、二人は「存在するものを風景を描くことと比較し、そうしたものを寝ているときや狂ったときに体験した印象に似ていると考えた」からだ。彼は、「もし教育と視力、どちらかを欠くとしたら視力を選ぶだろう。なぜなら、視力のない苦痛のもとでは人は地に落つるが、教育のない苦痛のもとでは人は深い地獄に落つるからである」と言い、「富とは運命を吐くことである」とも述べた。
モニモスは『衝動について（On Impluses）』と『哲学のすすめ（Exhortation to Philosophy）』の二冊の本を著し、いくつかの真面目なテーマを織り込んだ冗談（恐らく、キュニコス派式の真面目な道化（spoudogeloia））を書いた。
マルクス・アウレリウスの『自省録』第二巻では、こう書かれている。
キュニコス派のモニモスの言説で明らかに真実なのは、「すべては意見にすぎない」というものだ。そして、もし、それが真実である限り人が得をするならば、その言の有用性も明らかである。

## 注
1. ↑  Sextus Empiricus, Against the Logicians, 7.88.
2. ↑  Diogenes Laërtius, vi. 82
3. ↑  Diogenes Laërtius, vi. 83; compare Marcus Aurelius, Meditations, ii. 15.
4. ↑  Sextus Empiricus, Against the Logicians, 7.88.
5. ↑  Stobaeus, Florilegium, ii. 13. 88
6. ↑  Stobaeus, Florilegium, iv. 31. 89
7. ↑  Diogenes Laërtius, vi. 83
8. ↑  Meditations by Marcus Aurelius, trans. Maxwell Staniforth. §2.15